# يان أو. كارلسون
يان أو. كارلسون هو قانوني وسياسي سويدي، ولد في 1 يونيو 1939 في ستوكهولم في السويد، وتوفي بنفس المكان في 19 سبتمبر 2016. نشط حزبياً في حزب العمال الديمقراطي الاشتراكي السويدي. وقد انتخب Minister for Migration (Sweden) ‏ (7 يناير 2002 – 10 أكتوبر 2003) وانتخب Minister for International Development Cooperation (Sweden) ‏ (7 يناير 2002 – 9 أكتوبر 2003) وانتخب Minister for Foreign Affairs (Sweden) ‏ (11 سبتمبر 2003 – 10 أكتوبر 2003).